# غارب الجوة (كشر)

تعديل مصدري - تعديل

غارب الجوة هي إحدى قرى عزلة العبيسه+العبادلة بمديرية كشر التابعة لمحافظة حجة، بلغ تعداد سكانها 188 نسمة حسب تعداد اليمن لعام 2004.